# Castleguard
Castleguard także Castleguard Cave  – jaskinia krasowa w Kanadzie, w prowincji Alberta, w Parku Narodowym Banff w Górach Skalistych. Tworzy najdłuższy znany system jaskiniowy na terenie Kanady. Odkryte tu skorupiaki najprawdopodobniej przetrwały zlodowacenie Wisconsin.  

## Położenie
Jaskinia znajduje się na północno-zachodnim krańcu Parku Narodowego Banff w prowincji Alberta w Kanadzie.
Leży w Górach Skalistych w pobliżu wododziału kontynentalnego, pod polem lodowym Columbia. 

## Opis
Castleguard to jaskinia krasowa powstała wskutek działalności wody rozpuszczającej warstwy skał wapiennych z okresu kambru. Ciąg korytarzy i sal wytworzył podziemny odpływ lodowca Columbia .  
Jedyne wejście do jaskini znajduje się na wysokości 2010 m n.p.m. na północnej ścianie doliny rzeki Castleguard River, ok. 300 m nad dnem doliny. Korytarze jaskini prowadzą pod polem lodowym Columbia (ang. Columbia Icefiled). Występują tu nacieki, przede wszystkim z czystego, białego kalcytu, których mechanizm powstania nie jest oczywisty wobec braku źródeł CO
2 nad jaskinią. Odkryto tu m.in. relatywnie rzadkie perły jaskiniowe
Castleguard to najdłuższy znany system jaskiniowy na terenie Kanady i czwarty pod względem głębokości. Jaskinia ma 21 068 m długości i 384 m głębokości. Deniwelacja wynosi 387 m .

## Speleofauna
Odkryto tu endemiczny gatunek podziemnego skorupiaka Stygobromus canadensis z rodziny Crangonyctidae, który najprawdopodobniej przetrwał ostatnie zlodowacenia – zlodowacenie Wisconsin. Występuje tu również odnotowany w innych częściach Canadian Rockies skorupiak z rzędu równonogich Salmasellus steganothrix. Jaskinia najprawdopodobniej służyła jako podlodowcowe schronienie dla tych skorupiaków nawet podczas wcześniejszych zlodowaceń). 

## Historia
Jaskinia została odkryta w 1921 roku przez Cecila Smitha. Pierwsza wyprawa badawcza eksplorowała Castleguard w 1924 roku, a rok później National Geographic opublikował o niej artykuł. Od lat 20. XX w. organizowane są wyprawy badawcze i turystyczne. Zalewana latem, łatwiej dostępna jest zimą.    